# Getty Images
«Getty Images» — американське фотоагентство, що володіє одним з найбільших у світі банком світлин (близько 70 млн), а також відео-, аудіо- та інших медіафайлів. Зображення надаються клієнтам на засадах платного (Rights Managed), так і безплатного (Royalty Free) ліцензування. На початку березня 2014 року Getty Images повідомила, що передає більшу частину своїх зображень (понад 35 млн) у вільне користування.
Компанія Getty Images веде діяльність у більш ніж 50 країнах світу. Крім власне сайту gettyimages.com компанія володіє іншими популярними медіастоковими сайтами — istockphoto.com та photos.com.
Зображення на Getty Images мають водяний знак з "Getty Images", ім'ям автора та номером файлу. Цей водяний знак існує на всіх зображеннях Getty під час попереднього перегляду зображень, задля запобігання порушення авторських прав.

## Історія
- 1993 — заснування компані. Засновник Getty Images Марк Гетті є онуком найбагатшої людини у світі у 1957—1976 роках — Пола Гетті.
- 2004 — компанія придбала сайт image.net за 20 млн доларів
- 2006 — придбано мікростоковий фотобанк iStockphoto за 50 млн доларів
- 2007 — компанія поглинула основного конкурента MediaVast, що обійшлось їй у 207 млн доларів, на додачу отримавши контроль над кількома дрібними фотоагентствами
- 2009 — компанія завершила поглинання Jupiterimages, анонсоване у 2008 році. Вартість угоди — 96 млн доларів.

У 2011 році компанія переїхала до нинішньої штаб-квартири, в офісному комплексі Союзу у міжнародному районі Сіетла.
У 2015 році головний виконавчий директор Джонатан Клейн став головою компанії.
У 2019 році Getty Images представили Market Freeze.
З 2008 року власником Getty Images був інвестиційний фонд Hellman & Friedman. У серпні 2012 було оголошено, що поточні власники домовились про продаж контрольного пакета фотобанку інвестиційному фонду Carlyle Group за $3,3 млрд. При цьому голова ради директорів Марк Гетті, родина Гетті та виконавчий директор Джонатан Кляйн, мають отримати невеликі частки компанії.
У грудні 2021 компанія заявила про вихід на біржу NASDAQ за допомогою SPAC з орієнтовною оцінкою близько 5 млрд дол. США.

## Авторські право та дискусія
Починаючи з 2008 року, Getty Images стала предметом контроверсійної дискусії. Замість того, щоб використовувати політику попередження "cease and desist", Getty, як правило, надсилає вимогу, в якій претендує на суттєві грошові збитки від власників вебсайтів, яких вважають порушниками авторських прав фотографій. Getty зазвичай намагається залякати власників вебсайтів шляхом надсилання агентів збору, навіть якщо лист попиту не створює боргу.
Один фотограф зазначив, "Суди не люблять, коли їми користуються для вимагання". В одному випадку, Getty відправили церкві в Лічфілді, Стаффордшир, рахунок на 6 000 фунтів стерлінгів за фотографії, розміщені, мабуть, церковним волонтером на своєму вебсайті церкви. Церква запропонувала сплатити Getty те, що вважалося б розумною сумою.
The Guardian описав інші ситуації, в яких підприємства Getty або інші бізнеси зі стоковими повідомляли, що власники вебсайту відмовляються платити і наймають адвоката. Цитована юридична фірма зазначила: "Як тільки ми залучаємося, Getty перестають вимагати".
У 2009 році Оскар Мікелен, адвокат Нью-Йорка, який специфікується на таких претензіях, сказав: "Ця шкода не дорівнює порушенням авторських прав", і "немає закону, який визначає, скільки коштує зображення в цифровому віці." Він назва зусилля Getty накласти штрафи "легалізованою формою вимагання".
Прагнучи боротися з порушенням авторських прав, у березні 2014 року, Getty зробили доступними для некомерційного використання в Інтернеті понад 35 мільйонів зображень, за допомогою вбудовування з атрибуції та посилання на вебсайт Getty Image.
15 лютого 2018 року інтерфейс Google Images був змінений, щоб задовольнити умови розрахунку та ліцензування партнерства з Getty. Кнопка "Перегляд зображення" (глибоке посилання на зображення на  вихідному сервері) була видалена з ескізів зображень. Ця зміна призначена для перешкоджання користувачам безпосередньо переглядати повнорозмірне зображення (хоча це можна робити, використовуючи контекстне меню браузера на вбудованому ескізі), і заохочувати їх переглядати зображення у відповідному контексті (що може також включати атрибуцію та інформацію про авторські права) на відповідній вебсторінці. Кнопка "Пошук за зображенням" також була знижена, оскільки пошук зворотного зображення може бути використаний для пошуку копії вищої роздільної здатності зображень, захищених авторським правом. Google також погодився зробити попередження за копірайтинг в інтерфейсі більш видатним.